# Bobby Bradford
Bobby Bradford (* 19. července 1934) je americký jazzový kornetista a trumpetista. V padesátých letech hrál se saxofonistou Ornettem Colemanem a později s Ericem Dolphym. Později spolupracoval s mnoha dalšími hudebníky, mezi které patří John Carter, David Murray, Frode Gjerstad nebo Chris Fagan. Jeho dcerou je jazzová zpěvačka Carmen Bradford.